# Bad Alexandersbad
Bad Alexandersbad è un comune tedesco di 1 219 abitanti, situato nel land della Baviera.